# Kenneth Taylor (calciatore)
Kenneth Ina Dorothea Taylor, noto semplicemente come Kenneth Taylor (Alkmaar, 16 maggio 2002), è un calciatore olandese, centrocampista dell'Ajax e della nazionale olandese.

## Caratteristiche tecniche
Centrocampista difensivo dotato di buona tecnica di base e di un ottimo controllo palla, può essere impiegato anche in posizione più avanzata.

## Carriera

### Club
Cresciuto nel settore giovanile dell'Ajax, debutta in prima squadra il 12 dicembre 2020 in occasione dell'incontro di Eredivisie vinto 4-0 contro il PEC Zwolle.

### Nazionale
Con la Nazionale under-17 olandese vince il campionato europeo di categoria del 2019.
Il 22 settembre 2022 esordisce in nazionale maggiore nel successo per 2-0 contro la Polonia.

## Statistiche

### Presenze e reti nei club
Statistiche aggiornate al 7 dicembre 2024.
| Stagione         | Squadra          | Campionato       | Campionato | Campionato | Coppe nazionali | Coppe nazionali | Coppe nazionali | Coppe continentali | Coppe continentali | Coppe continentali | Altre coppe | Altre coppe | Altre coppe | Totale | Totale | Totale |
| Stagione         | Squadra          | Comp             | Pres       | Reti       | Comp            | Pres            | Reti            | Comp               | Pres               | Reti               | Comp        | Pres        | Reti        | Pres   | Reti   |        |
| ---------------- | ---------------- | ---------------- | ---------- | ---------- | --------------- | --------------- | --------------- | ------------------ | ------------------ | ------------------ | ----------- | ----------- | ----------- | ------ | ------ | ------ |
| 2018-2019        | Jong Ajax        | EED              | 1          | 0          | -               | -               | -               | -                  | -                  | -                  | -           | -           | -           | 1      | 0      |        |
| 2019-2020        | Jong Ajax        | EED              | 19         | 0          | -               | -               | -               | -                  | -                  | -                  | -           | -           | -           | 19     | 0      |        |
| 2020-2021        | Jong Ajax        | EED              | 29         | 7          | -               | -               | -               | -                  | -                  | -                  | -           | -           | -           | 29     | 7      |        |
| 2021-2022        | Jong Ajax        | EED              | 11         | 7          | -               | -               | -               | -                  | -                  | -                  | -           | -           | -           | 11     | 7      |        |
| Totale Jong Ajax | Totale Jong Ajax | Totale Jong Ajax | 60         | 14         |                 | -               | -               |                    | -                  | -                  |             | -           | -           | 60     | 14     |        |
| 2020-2021        | Ajax             | ED               | 3          | 0          | CO              | 0               | 0               | UCL+UEL            | 0                  | 0                  | -           | -           | -           | 3      | 0      |        |
| 2021-2022        | Ajax             | ED               | 13         | 1          | CO              | 3               | 1               | UCL                | 3                  | 0                  | SO          | 0           | 0           | 19     | 2      |        |
| 2022-2023        | Ajax             | ED               | 32         | 8          | CO              | 3               | 1               | UCL+UEL            | 6+2                | 0+0                | SO          | 1           | 0           | 44     | 9      |        |
| 2023-2024        | Ajax             | ED               | 34         | 5          | CO              | 1               | 0               | UEL+UECL           | 8+4                | 2+1                | -           | -           | -           | 47     | 8      |        |
| 2024-2025        | Ajax             | ED               | 24         | 8          | CO              | -               | -               | UEL                | 17                 | 6                  | -           | -           | -           | 41     | 14     |        |
| Totale Ajax      | Totale Ajax      | Totale Ajax      | 106        | 22         |                 | 7               | 2               |                    | 40                 | 9                  |             | 1           | 0           | 154    | 33     |        |
| Totale carriera  | Totale carriera  | Totale carriera  | 166        | 36         |                 | 7               | 2               |                    | 40                 | 9                  |             | 1           | 0           | 213    | 47     |        |

### Cronologia presenze e reti in nazionale
| Cronologia completa delle presenze e delle reti in nazionale ― Paesi Bassi | Cronologia completa delle presenze e delle reti in nazionale ― Paesi Bassi | Cronologia completa delle presenze e delle reti in nazionale ― Paesi Bassi | Cronologia completa delle presenze e delle reti in nazionale ― Paesi Bassi | Cronologia completa delle presenze e delle reti in nazionale ― Paesi Bassi | Cronologia completa delle presenze e delle reti in nazionale ― Paesi Bassi | Cronologia completa delle presenze e delle reti in nazionale ― Paesi Bassi | Cronologia completa delle presenze e delle reti in nazionale ― Paesi Bassi |
| Data                                                                       | Città                                                                      | In casa                                                                    | Risultato                                                                  | Ospiti                                                                     | Competizione                                                               | Reti                                                                       | Note                                                                       |
| -------------------------------------------------------------------------- | -------------------------------------------------------------------------- | -------------------------------------------------------------------------- | -------------------------------------------------------------------------- | -------------------------------------------------------------------------- | -------------------------------------------------------------------------- | -------------------------------------------------------------------------- | -------------------------------------------------------------------------- |
| 22-9-2022                                                                  | Varsavia                                                                   | Polonia                                                                    | 0 – 2                                                                      | Paesi Bassi                                                                | UEFA Nations League 2022-2023 - 1º turno                                   | -                                                                          | 75’                                                                        |
| 25-9-2022                                                                  | Amsterdam                                                                  | Paesi Bassi                                                                | 1 – 0                                                                      | Belgio                                                                     | UEFA Nations League 2022-2023 - 1º turno                                   | -                                                                          | 46’ 84’                                                                    |
| 29-11-2022                                                                 | Al Khawr                                                                   | Paesi Bassi                                                                | 2 – 0                                                                      | Qatar                                                                      | Mondiali 2022 - 1º turno                                                   | -                                                                          | 86’                                                                        |
| 24-3-2023                                                                  | Saint-Denis                                                                | Francia                                                                    | 4 – 0                                                                      | Paesi Bassi                                                                | Qual. Euro 2024                                                            | -                                                                          | 33’                                                                        |
| 23-3-2025                                                                  | Valencia                                                                   | Spagna                                                                     | 3 – 3 dts (5 – 4 dtr)                                                      | Paesi Bassi                                                                | UEFA Nations League 2024-2025 - Quarti di finale                           | -                                                                          | 106’                                                                       |
| Totale                                                                     |                                                                            | Presenze                                                                   | 5                                                                          |                                                                            | Reti                                                                       | 0                                                                          |                                                                            |

## Palmarès

### Club

#### Competizioni nazionali
- Campionato olandese: 2

Ajax: 2020-2021, 2021-2022
- Coppa dei Paesi Bassi: 1

Ajax: 2020-2021

### Nazionale

#### Competizioni giovanili
- Campionato d'Europa Under-17: 2

Irlanda 2019